# Lena Videkull
Lena Mari Anette Videkull, född 9 december 1962 i Stockholm, är en svensk före detta fotbollsspelare. Hon spelade 17 säsonger i Damallsvenskan och vann 6 SM-guld. För Sveriges landslag spelade hon 111 matcher och gjorde 71 mål.

## Biografi
Videkull blev utnämnd till Årets fotbollstjej (föregångaren till Diamantbollen) 1984 och 1988, och hon fick Diamantbollen 1993. Hon blev skyttedrottning 1984, 1988, 1990, 1991, 1996 och 1997. Videkull blev Europamästarinna 1984, tog VM-brons i Kina 1991, EM-silver 1987 och 1995, EM-brons 1989 samt deltog i OS 1996. Hon tog två SM-guld med Öxabäcks IF.
Under VM-turneringen i Kina 1991 gjorde hon i Sveriges andra match (mot Japan) mål efter bara 30 sekunder. Detta mål är fortfarande (uppdaterat 2011-07-25) gällande rekord som snabbaste mål i VM för damer. Sverige vann matchen med 8-0.
Mellan 1999 och 2002 var hon tränare för Malmö FF och mellan 2005 och 2007 i Husie IF. 2007 var hon förbundskapten för U21/23-landslaget. Idag är hon instruktör på fotbollsgymnasiet i Malmö och ungdomsansvarig i FC Rosengård.
Sedan 2011 är Videkull invald i fotbollens Hall of Fame.
Videkull medverkar i Sveriges Televisions dokumentära TV-serie Den andra sporten från 2013.

## Klubbar[7]
- Göta BK (moderklubb)
- Trollhättans IF
- Kronängs IF
- Öxabäcks IF
- Malmö FF